# Bukali II
Bukali II (Bukali, Bukari, Abukari, Abubakar; nascido em 1939 ou 1940) é o atual Ia Na, governante tradicional do Reino de Dagom em Gana.
Bukali nasceu na realeza em Mion. Era  filho de Mahama II, o Ia Na de 1938 a 6 de fevereiro de 1948. Sua mãe, Ayishetu, era uma princesa de Kulunpke, uma pequena comunidade perto de Chazadanili, no norte do Gana. Primeiramente Bukali assumiu funções públicas como chefe de Kpunkpono até ser elevado a Savelegu; uma das três fases para suceder o Ia Na.
Bukali foi ordenado pelos fazedores de reis de Dagom como o 41º Ia Na em 18 de janeiro de 2019, após uma disputa de chefia que deixou os Yendi skins vagos por 16 anos.

## Investidura
A cerimônia de investidura ao ar livre de Bukali II começou em 25 de janeiro ao longo de 27 de 2019. As duas semanas anteriores de sua investidura foram dedicadas à celebração dos ritos fúnebres finais de Maomé IV e Iacubu II - cada uma com duração de uma semana, com a primeira assumindo a liderança. Esse cronograma foi determinado pelo Comitê de Chefes Eminentes formado pelo Governo de Gana para intervir na disputa que se seguiu ao assassinato de Iacubu II, que levou a uma vacância de 16 anos.
Na sexta-feira, 18 de janeiro de 2019, o último dia do funeral de Iacubu II, os fazedores de reis de Dagom, liderados pelo Cuga Na Abdulai Adam II, consultou os oráculos de Dagom para selecionar um novo rei dentre quatro candidatos: ou seja, Yoo Naa Abukari Mahama; chefe de Savelugu, Kampakuya Naa Abdulai Iacubu; regente de Iacubu II, Bolim Lana Abdulai Maomé; regente de Maomé IV e Tampion Lana Alhassan Andani, chefe de Tampion. A grama retirada do telhado do palácio Gbewaa pelo Gushei Naa foi entregue a Abukari Mahama pelo Cuga Na. Esse gesto significava que o oráculo havia escolhido Abukari Mahama como Ia Na.
A cerimônia da posse foi realizada no pátio do palácio de Nedega. O presidente do Gana, Nana Akufo-Addo, foi convidado de honra. Estiveram presentes na cerimônia chefes de Dagom e sua comitiva, líderes religiosos, oficiais do governo, políticos e representantes de partidos políticos, incluindo o ex-presidente John Mahama, e delegações enviadas por vários chefes, incluindo axantes e mamprúsis. A cerimônia foi presidida por Togbe Afede XIV, abobomefia do Estado de Asorgli, na região do Volta e presidente da Casa Nacional dos Chefes.